# Резолюция Совета Безопасности ООН 1043
Резолюция Совета Безопасности Организации Объединённых Наций 1043 (код — S/RES/1043), принятая 31 января 1996 года, сославшись на предыдущие резолюции по Хорватии, включая резолюцию 1037 (1996), которая учредила Временный орган ООН для Восточной Славонии, Бараньи и Западного Срема (UNTAES), Совет санкционировал размещение 100 военных наблюдателей на первоначальный период в шесть месяцев. 26 января Генеральный секретарь ООН сообщил Совету Безопасности, что миссии UNTAES понадобятся наблюдатели для контроля за демилитаризацией Восточной Славонии.